# Abdij van Saint-Riquier

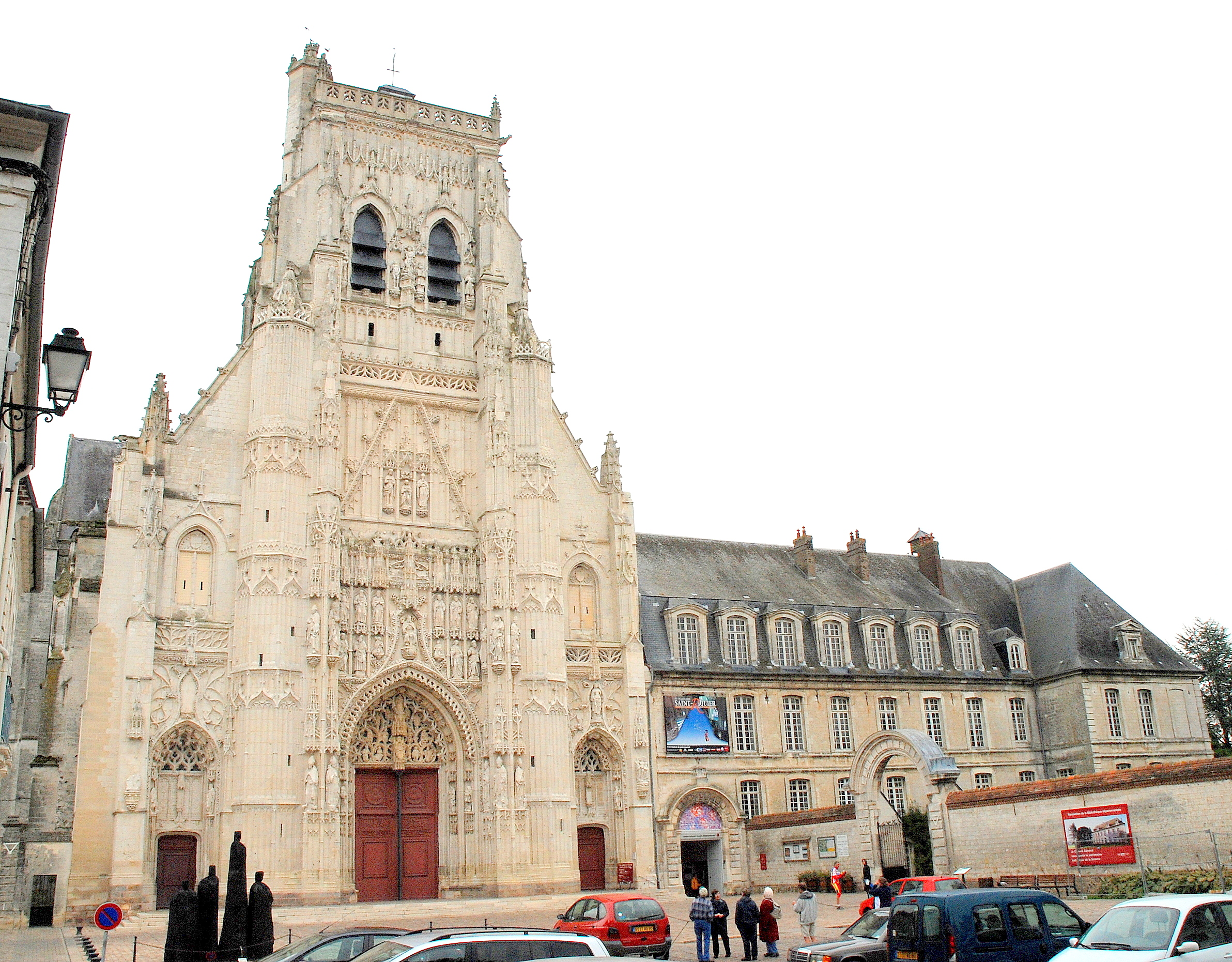
De abdijkerk van Saint-Riquier

De Abdij van Saint-Riquier in de Franse gemeente Saint-Riquier ontstond in de Merovingische tijd toen monniken uit Wales, die in Ierland waren opgeleid, in de 6e eeuw in Picardië het evangelie predikten en velen bekeerden tot het christendom.
Een van hun bekeerlingen was Richarius, Rikier of Rijker (Latijn: Ricarius). Hij was een priester en de oprichter van de Abdij van Saint-Riquier. Hij werd vereerd als een heilige en is tegenwoordig beter bekend als Saint Riquier.
Richarius werd geboren als een heiden in het midden van de 6e eeuw in de provincie Ponthieu bij Amiens in Picardië in het noordwesten van Frankrijk. Hij was een Frankische edelman en een lokale grootgrondbezitter en werd bekeerd tot het christendom door Sint-Cadoc en Fricor, twee missionarissen uit Wales. (NB: Sint-Cadoc stierf in 580, dus Richarius moet zijn geboren rond 560.)
Na zijn bekering werd hij zelf een evangelist die zich bezighield met de prediking van het evangelie en de genezing van zieken. In het jaar 625 stichtte hij de abdij van Centule (in het Latijn Centula) in Ponthieu. Deze abdij volgde de kloosterregels van Sint-Columbanus van Luxeuil (benedictijnen).
Op een dag kwam de Frankische koning Dagobert I bij het klooster op bezoek en Richarius gaf de koning advies. Hij was eerlijk en duidelijk in zijn toespraak tot de koning en sprak zonder angst of vleierij. De koning werd daarna een weldoener van het klooster.
Toen Richarius op gevorderde leeftijd was maakte hij een schuilplaats in het Bos van Crécy op ongeveer vijftien mijl van zijn klooster vandaan. Hij woonde er als een kluizenaar met zijn leerling Sigobart. Op een dag (waarschijnlijk 26 april 643) nam hij afscheid van zijn leerling en stierf. Na zijn dood werd zijn lichaam eerst te rusten gelegd in een kist gemaakt van een eiken boomstam en vervolgens overgebracht naar de abdij van Centula.
Rond dit klooster ontwikkelde zich een kleine stad die ook Centula werd genoemd. In de middeleeuwen werd het stadje omgedoopt tot Saint-Riquier. Tegenwoordig heeft het ongeveer 1200 inwoners. De inwoners verwijzen nog steeds naar zichzelf als Centulois en naar het stadje als Centule.

## Karolingische abdij
De periode van bloei van de abdij vond plaats onder het bewind van keizer Karel de Grote. De abdij werd een rijksabdij en de vernieuwbouw van de Karolingische abdij werd volledig gefinancierd door Karel de Grote zelf. In 790 werd Angilbert, de minnaar van Bertrada (een dochter van Keizer Karel de Grote), er lekenabt. De bouwactiviteiten vingen aan in het jaar 789 of 790 en werden voltooid in 799. Het was de eerste kerk die een zogenaamd westwerk bevatte. Hiermee was deze abdij een voorbeeld voor vele andere (rijks)abdijen die daarna zijn gebouwd, waaronder de Abdij van Corvey. Karel de Grote liet ook een gouden schrijn maken voor de relikwieën van Sint-Richarius en heeft eveneens het Centula-Evangeliarium laten vervaardigen en dit geschonken aan de abdij van Sint-Riquier. Dit Centula-Evangeliarium wordt tegenwoordig bewaard in Abbeville en is een van de acht evangeliaria van de zogenoemde Ada-groep.

Kaart van de Karolingische abdij

De abdij werd een administratieve eenheid van het rijk en had de controle over de hele stad. Deze stad had zowel een civiele functie als een militaire functie en had een garnizoen met meer dan 100 ridders.
In 881 plunderden en verwoestten de Noormannen de Abdij van Centula. De abdij is daarna hersteld, maar rond het jaar duizend dreigde deze te vervallen tot ruïne en werd toen volledig herbouwd.
De priorij van Bredene, te Bredene-Dorp, werd in 1087 gesticht door de monniken van Saint-Riquier.
In 1131 werd de abdij in brand gestoken door de graaf Hugo III van Saint-Pol.
Van 1257 tot 1292, werd, op initiatief van pater Gilles de Machemont, de abdij aanzienlijk verbouwd en werden onder meer de bogen van het koor en een deel van de huidige transepten verhoogd.
In de vijftiende eeuw is de abdij achtereenvolgens beschadigd door de Bourguignons en in 1421 door de Armagnacs. In 1554 is een groot klassiek gebouw, verbonden aan de abdij, afgebrand.
In de zestiende eeuw kan koning Philips II van Spanje (zoon van keizer Karel V) op zijn beurt verantwoordelijk worden gehouden voor het in brand steken van de abdij tijdens de oorlog tegen Frankrijk, waardoor de monniken werden verspreid. Dit was een grote catastrofe voor de abdij, die toen permanent dreigde te verdwijnen.
In de zeventiende eeuw (tweede helft) werd de abdij echter bijna volledig gerestaureerd door pater Charles Aligre en volgde opnieuw een bloeiperiode. Deze eindigde echter abrupt door de Franse Revolutie. Tijdens de Franse Revolutie werd de abdij verkocht en gedeeltelijk afgebroken maar later toch weer geleidelijk herbouwd.
In de negentiende en een groot deel van de twintigste eeuw huisde er een kleinseminarie en werd de abdij gebruikt als een militair hospitaal.
In 1972 heeft de regionale overheid financiële assistentie verleend en werd de abdij het "Departementaal museum en cultureel centrum van de abdij van Saint-Riquier". Dit museum heeft een permanente tentoonstelling ingericht over het verleden van het landelijke leven in Picardië (incl. landbouw en ambachten) en daarnaast worden er per jaar vier tijdelijke tentoonstellingen gehouden.

## De abdijkerk
De abdijkerk is prominent aanwezig op het gemeenteplein en buiten verhouding met het bescheiden aantal inwoners van de gemeente (1200 inw. begin 21e eeuw). Haar toren is 50 m hoog. Ze is het gevolg van de bouwwoede na de Honderdjarige Oorlog toen veel gebouwen waren vernield of beschadigd en van de giften van de talrijke pelgrims die toestroomden omwille van de aanwezigheid van de relikwie van Richarius.
De voorgevel van de kerk is een exponent van de laatste fase van de Gotiek (bouwkunst) die flamboyant wordt genoemd. Het interieur is veel soberder. Gekleurd glas is volledig afwezig. Zoals andere kerken ontsnapte ze aan vernieling of confiscatie door de revolutionairen van 1789 door ze om te wijden tot parochiekerk van Saint-Riquier.
De schatkamer die deel uitmaakte van een oudere kerk is uit de 13e eeuw en bevat onder meer een schilderij dat een der meest merkwaardige legendes van de middeleeuwen illustreert: de Legende van de drie doden en de drie levenden. Ze wordt verteld door de gids bij een geleid bezoek aan de schatkamer.

## Galerij

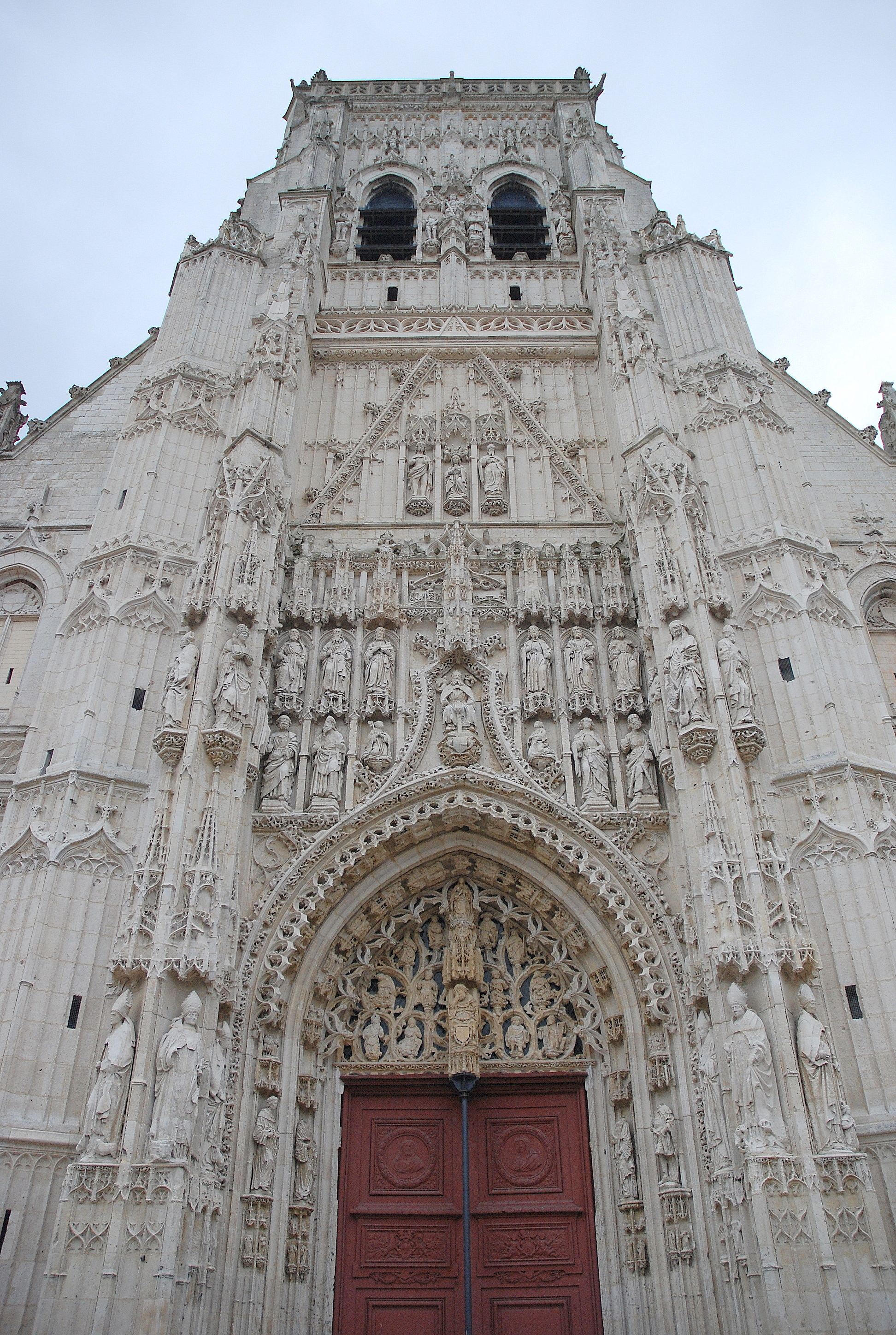
Toren
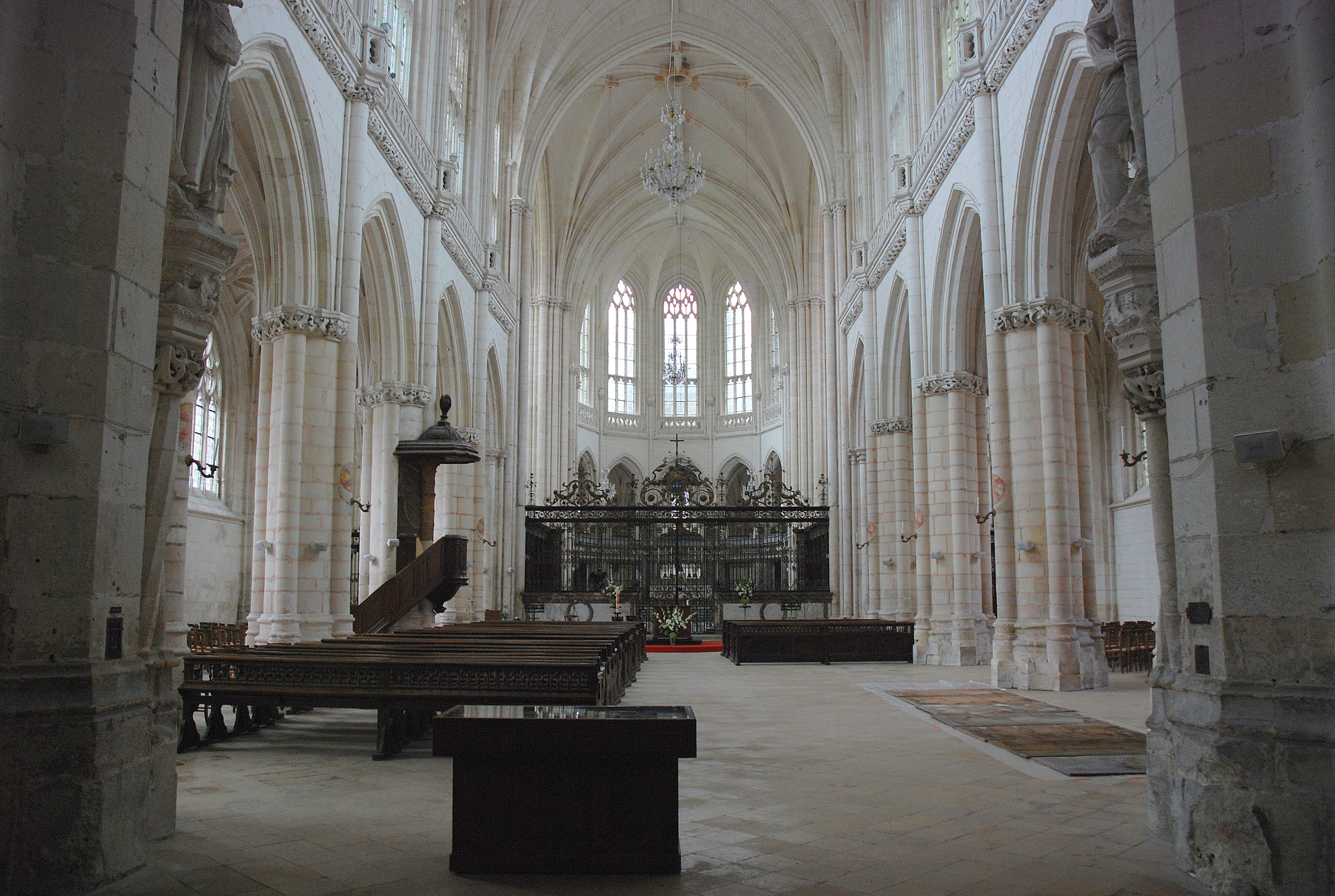
Kerkschip
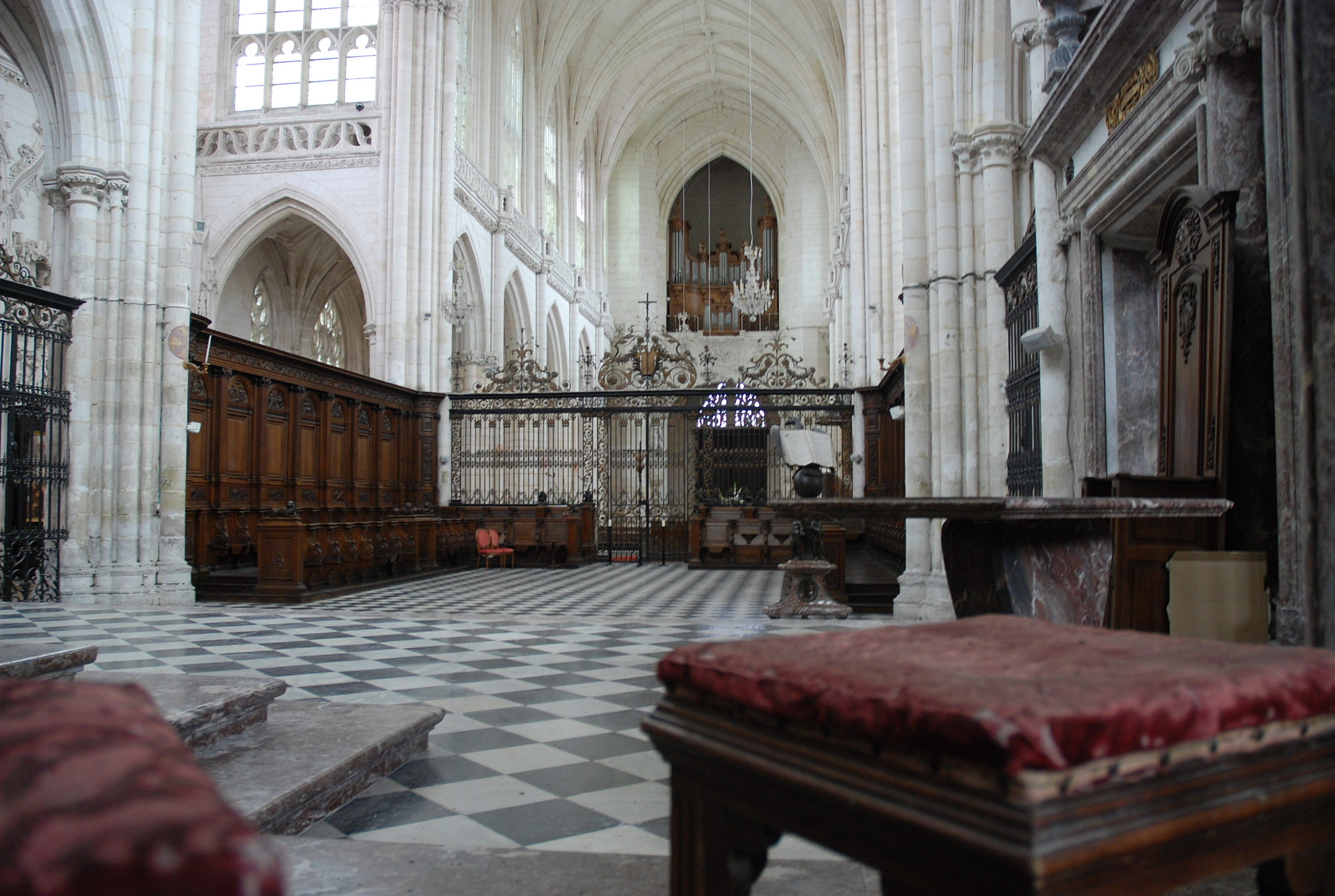
Achterzijde kerkschip met orgel